# Head Gxne
Head Gxne, è un singolo del rapper britannico Scarlxrd, pubblicato il 28 febbraio 2019, presente nel suo album INFINITY. 
Il singolo, rispetto ai precedenti del rapper, si allontana notevolmente dalla Trap metal, avvicinandosi più ad un Hardcore hip hop. 
Il videoclip viene reso pubblico sulla piattaforma YouTube nello stesso giorno in cui il singolo sbarca sulla piattaforma di streaming musicale Spotify. Qualche mese dopo, il 16 maggio, Scarlxrd realizza in collaborazione con Genius il video che spiega i significati dei testi e come è nata la canzone, dato il successo ricevuto da essa stessa al momento della pubblicazione.